# Brenda Chapman
 (juillet 2025).
Pour les articles homonymes, voir Chapman.
Brenda Chapman, née le 1er novembre 1962 dans l'Illinois, est une animatrice, scénariste et réalisatrice américaine. Elle est connu pour être la première femme à avoir réalisé un long-métrage d’animation pour Le Prince d'Égypte. En 2013, elle reçoit l'Oscar du meilleur film d'animation pour le film Rebelle, coréalisé avec Mark Andrews.

## Biographie
Chapman est né à Boston. Elle est allée au Lincoln College, où elle a obtenu son diplôme d'associée en arts. Elle a ensuite déménagé en Californie et a étudié l'animation au California Institute of the Arts.

### Carrière
Pendant ses vacances d'été, Chapman a commencé sa carrière professionnelle en travaillant dans l'animation télévisée syndiquée. En 1987, elle a obtenu un BFA en animation de personnages et a été embauchée comme stagiaire en histoire sur La Petite Sirène. Chapman a ensuite travaillé comme artiste de storyboard sur Bernard et Bianca au pays des kangourous et La Belle et la Bête, où elle a travaillé en étroite collaboration avec Roger Allers pour définir de nombreuses séquences et motifs clés utilisés dans le film. Elle a ensuite été responsable de l'histoire, la première femme à le faire dans un long métrage d'animation, pour Le Roi Lion.
Chapman a rejoint DreamWorks Animation en 1994. Chapman faisait partie d'une équipe de trois réalisateurs qui ont travaillé sur Le Prince d'Égypte avec Steve Hickner et Simon Wells, elle est devenue la première femme réalisatrice d'un long métrage d'animation. Elle a également travaillé sur Chicken Run et sur plusieurs projets en développement pendant qu'elle était chez DreamWorks avant de quitter le studio en congé de maternité. En mai 2003, Chapman et Allers ont été annoncés pour réaliser Tam Lin, une adaptation de la ballade folklorique écossaise, pour Sony Pictures Animation. Mais le projet sera annulé parce que Allers est engagé pour la réalisation du film Les Rebelles de la forêt.
Après l’abandon du film de Roger Allers, Chapman rentre chez Pixar après avoir été invitée par son ancien collègue et ami Joe Ranft, où elle a travaillé sur Cars, avant de développer Rebelle. En avril 2008, Chapman a été annoncée comme réalisatrice du film, faisant d'elle la première réalisatrice de Pixar. Cependant, en octobre 2010, elle a été remplacée par Mark Andrews à la suite de désaccords créatifs entre elle et John Lasseter. Il y avait des rumeurs selon lesquelles elle aurait par la suite quitté Pixar, mais elle est restée dans le personnel jusqu'à peu de temps après la sortie du film. Malgré son renvoi, elle est crédible en tant que réalisatrice dans le film et remporte l’Oscar du meilleur film d’animation.
En juillet 2012, Chapman a travaillé comme consultant chez Lucasfilm Animation, aidant à résoudre les problèmes d'histoire sur Strange Magic. Lorsqu'on lui a demandé si elle retournerait à Pixar, Chapman a répondu en disant qu'elle n'avait pas envie d'y retourner en sentant que "l'atmosphère et le leadership ne me conviennent pas bien." 
En 2013, elle est retournée à DreamWorks, où elle a aidé à développer Rumblewick qui avait une forte protagoniste féminine et qui a été décrite comme "drôle avec magie et cœur" Chapman a ensuite quitté DreamWorks peu de temps après. À partir de 2016, elle fonde sa société Chapman Lima Productions, avec son mari Kevin Lima.
En mai 2016, il a été rapporté que Chapman ferait ses débuts en tant que réalisatrice dans le live-action avec Merveilles imaginaires, un drame fantastique qui sert de préquelle à Alice au pays des merveilles et à Peter Pan. En mai 2018, il a été rapporté qu'Angelina Jolie et David Oyelowo incarnaient les parents d'Alice et de Peter, les deux acteurs étant également producteurs.
En février 2020, il a été rapporté que Chapman était attaché à l'écriture et à la réalisation d'une adaptation cinématographique hybride en direct de Ghost Squad. En décembre de cette année-là, Chapman a déclaré qu'elle s'était "en quelque sorte éloignée" du projet, décidant plutôt de travailler sur d'autres projets avec Lima. Elle a également déclaré qu'elle écrivait un roman et pensait à en faire un scénario.

## Vie privée
Chapman est mariée au réalisateur Kevin Lima, qu'elle a rencontré au California Institute of the Arts. Ils ont une fille, Emma Rose Lima (née en 1999). Ils résident dans la vallée de Tamalpais, en Californie. Chapman revendique une ascendance écossaise. En 2014, Chapman a exhorté les Écossais à s'en faire lors du référendum de septembre.

## Filmographie

### Comme réalisatrice
- 1998 : Le Prince d'Égypte (The Prince of Egypt), co-réalisé avec Steve Hickner et Simon Wells
- 2012 : Rebelle (Brave), co-réalisé avec Mark Andrews et Steve Purcell
- 2020 : Merveilles imaginaires (Come Away)

### Comme scénariste
- 1991 : La Belle et la Bête (Beauty and the Beast) de Gary Trousdale et Kirk Wise
- 1994 : Le Roi lion (The Lion King) de Roger Allers et Rob Minkoff
- 1996 : Le Bossu de Notre-Dame (The Hunchback of Notre Dame) de Gary Trousdale et Kirk Wise
- 1999 : Fantasia 2000 de Hendel Butoy
- 2000 : Chicken Run de Peter Lord et Nick Park
- 2006 : Cars de John Lasseter et Joe Ranft
- 2012 : Rebelle (Brave), co-scénarisé avec Mark Andrews, Steve Purcell et Irene Mecchi
- 2022 : Ghost Squad
- ? : The Cartoon Touch (avec Kevin Lima)